# Australoonops granulatus
Australoonops granulatus is een spinnensoort in de taxonomische indeling van de Dwergcelspinnen (Oonopidae).
Het dier behoort tot het geslacht Australoonops. De wetenschappelijke naam van de soort werd voor het eerst geldig gepubliceerd in 1915 door Hewitt.